# Eschatologie
Eschatologie, van het Griekse τὰ ἔσχατα, ta és-chata, de laatste dingen, en λόγος, lógos, woord en in bredere zin leer, is een begrip in de  theologie dat de leer van de laatste dingen betekent. Eschaton en eindtijd zijn synoniem. Binnen de abrahamitische religies: het christendom, jodendom en de islam, verwijst de eschatologie net zoals de apocalyps naar het einde van de wereld, de eindtijd of de Vier Laatste Dingen, Latijn: Quatuor Novissima: dood, Dag des oordeels, hemel en hel. De geloofsgemeenschappen waarin qua eschatologie en algemene religieuze beleving de overtuiging centraal staat dat de menselijke geschiedenis zich in de eindtijd bevindt, worden eindtijdbeweging genoemd. De apocalyps heeft in bredere zin ook betrekking op een periode waarin oude stelsels omver worden geworpen.

## Christendom
Het woord eschatos wordt in het Nieuwe Testament gebruikt om het einde aan te duiden dat met de wederkomst van Jezus zal beginnen. Jezus belooft zijn volgelingen bij zijn hemelvaart dat hij zal terugkeren, en dat dan alle leed geleden zal zijn. Christenen zeggen in hun geloofsbelijdenis dat hij zal komen om te oordelen over de levenden en de doden en verwijzen daarmee naar de woorden van Jezus als hij spreekt over de Dag des oordeels.
In het Bijbelboek Openbaring wordt een visioen van Johannes beschreven, dat theologisch vaak wordt uitgelegd als een voorspelling van de eindtijd.

## Islam
Binnen de islam kent men ook een sterk geloof in de eindtijd. Moslims geloven dat de profeet Isa (Jezus) en/of de Mahdi, volgelingen van de profeet Mohammed, naar de aarde terug zullen keren op een door Allah gekozen moment. De Mahdi zal alle oorlogen stoppen en er zal een tijdperk van vrede aanbreken.
In het bijzonder de sjiitische moslims geloven sterk in de komst van de Mahdi, die recht zal spreken over alle personen op aarde. Zij geloven dat alleen voor de rechtgeaarde moslims plek is in de hemel. Soennieten daarentegen zijn van mening dat alleen Allah daarover mag oordelen.

## Jodendom
Joodse eschatologie heeft betrekking op gebeurtenissen die zullen plaatsvinden in het einde der dagen, volgens de Thora en het joodse denken. Dit omvat de terugkeer van de verbannen Joodse diaspora, de komst van een Joodse Messias, een leven na de dood, en de opleving van de doden, de tsadikim.
In het jodendom wordt de eindtijd meestal het 'einde der dagen' genoemd, אחרית הימים, aḥarit ha-yamim, een zin die een aantal keer in de Thora verschijnt. Het idee van een Messiaanse tijd heeft een prominente plaats in het joodse denken en wordt gezien als onderdeel van het einde der dagen.
In het jodendom is de belangrijkste tekstuele bron voor het geloof in het einde der dagen en de bijbehorende gebeurtenissen de Hebreeuwse Bijbel. In Deuteronomium 28-31 staat dat de Joden niet in staat zullen zijn om de wetten van Mozes in het Land van Israël te houden en daarom verbannen zullen worden, maar uiteindelijk verlost. De boeken van de Hebreeuwse profeten handelen over het einde der dagen.
In de Rabbijnse literatuur hebben de rabbijnen deze verhalen uitgewerkt en worden de profetieën uit de Hebreeuwse Bijbel, samen met de mondelinge wet en de (betekenis van de) rabbijnse tradities, uitgelegd.
De belangrijkste principes van de joodse eschatologie zijn de volgende, in willekeurige volgorde, uitgewerkt in de boeken van Jesaja, Jeremia en Ezechiël: 
- Einde van de wereld, voordat alles vergaat
- God verlost Israël, dat wil zeggen het Joodse volk, uit de gevangenschap, die begon tijdens de Babylonische ballingschap, in een nieuwe Exodus
- God brengt het Joodse volk naar het Land van Israël
- God herstelt het huis van David en de tempel in Jeruzalem
- God schept een koning uit het Huis van David, dat wil zeggen de Joodse Messias, om het Joodse volk en de wereld naar een tijdperk van gerechtigheid en vrede te leiden
- Alle naties erkennen dat de God van Israël de enige ware God is
- God doet de doden herleven
- God schept een nieuwe hemel en een nieuwe aarde

Men is ook van mening dat de geschiedenis zich zal voltooien en de uiteindelijke bestemming wordt bereikt wanneer de hele mensheid terugkeert naar de Hof van Eden.

## Hindoeïsme
In het hindoeïsme vindt de eindtijd plaats wanneer Kalki, de laatste incarnatie van Vishnu een einde maakt aan het huidige tijdperk, de Kali yuga, waarmee de huidige cyclus eindigt en opnieuw begint met de opkomst van een nieuwe wereld in het tijdperk, de Satya yuga, van de volgende cyclus.

## Boeddhisme
In het boeddhisme voorspelde de Boeddha dat zijn leringen na 5000 jaar vergeten zouden worden, gevolgd door veel onrust. Er staat dat een bodhisattva, die Maitreya wordt genoemd, zal verschijnen en de leringen van de Boeddha Dhamma zal herontdekken, en dat de wereld toch aan de hand van de zeven zonnen zal worden vernietigd.

## Zoroastrisme
In het zoroastrisme wordt er in de avesta een messias benoemd die tegen het einde van de wereld zal komen.

## Maya's
De laatste dag van de 13e baktun uit de Mayakalender, 13.0.0.0.0 4 Ahau 3 Kankin, wordt door een aantal wetenschappers gelijkgesteld met de gregoriaanse datum 21 of 23 december 2012. Sommigen gingen ervan uit dat op een van die dagen een apocalyptisch einde aan de wereld zou komen. Het wemelde op het internet van de websites met onheilspellende teksten over dit onderwerp. Volgens aardwetenschapper Andreas Fuls berustte het 2012-fenomeen op een misrekening en stopt de 13 baktun pas op 21, 22 of 23 december 2220.